# Gerhard Köpke
Gerhard Köpke (* 1. August 1873 in Küstrin, Neumark; † 19. Juni 1953 in Berlin) war ein deutscher Konsularbeamter.

## Leben

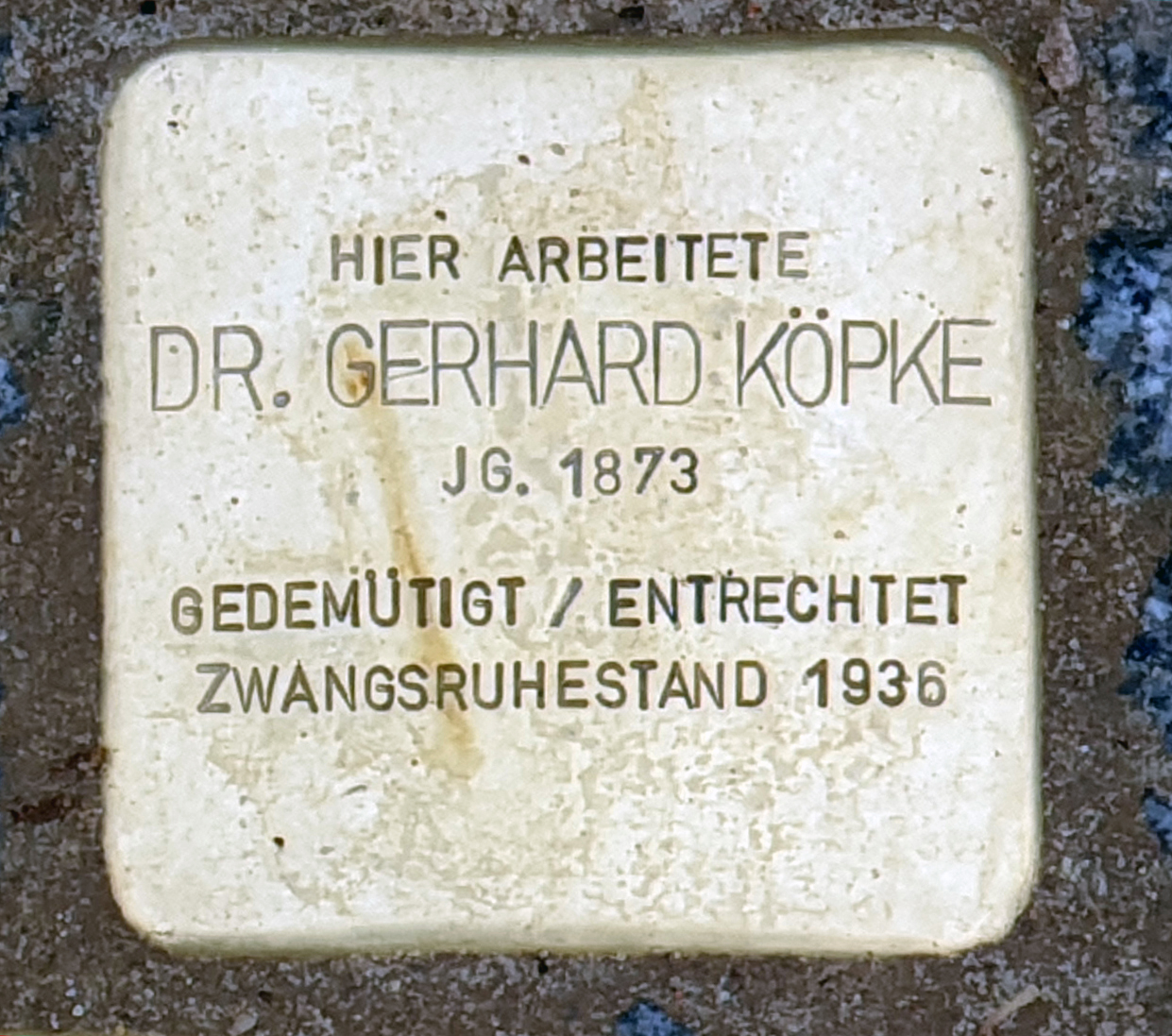
Stolperstein am Haus, Wilhelmstraße 92, in Berlin-Mitte

Als Sohn von Reinhold Köpke und seiner Frau Else geb. Mayet besuchte Gerhard Köpke die Domschule Schleswig und das Joachimsthalsche Gymnasium. Nach dem Abitur am 21. Februar 1893 begann er an der Philipps-Universität Marburg Rechtswissenschaft zu studieren. Am 2. Dezember 1893 wurde er im Corps Teutonia zu Marburg recipiert. Als Inaktiver wechselte er an die Friedrich-Wilhelms-Universität zu Berlin. Seit dem 19. September 1896 im Vorbereitungsdienst, diente er vom 1. Oktober 1896 bis zum 30. September 1897 als Einjährig-Freiwilliger im Fußartillerie-Regiment „General-Feldzeugmeister“ (Brandenburgischen) Nr. 3. Am 13. September 1899 wurde er zum Leutnant d. R. befördert. Im Dezember 1899 wurde er von der Königlichen Universität zu Greifswald magna cum laude zum Dr. iur. promoviert. Am 25. September 1902 bestand er die Assessorprüfung.
Am 16. Januar 1903 wurde er in den Auswärtigen Dienst (konsularische Laufbahn) einberufen. Von der Abteilung III (Recht) wechselte er im Oktober 1903 in die Abt. IB (Personal und Verwaltung). Er wurde zum 1. Dezember  1904 an die Deutsche Botschaft London entsandt und erhielt den Charakter als Vizekonsul. Ab Mai 1907 wieder in der Abt III, wurde er Weihnachten 1908 Ständiger Hilfsarbeiter und im April 1909 Legationsrat. Als Reserveoffizier 1913 zum Oberleutnant der Landwehr befördert, zog er am 14. Oktober 1914 in den Ersten Weltkrieg. Seit 1915 Hauptmann d. L., wurde er am 31. Januar 1917 aus dem Deutschen Heer entlassen.
Im Auswärtigen Amt kam er in die Abt. IV (Nachrichten), Referat Wirtschaftliche Propagandastelle (später Referat für Kriegszielerörterungen), ab Juli 1917 als Wirklicher Legations- und Vortragender Rat. Ab 1. Oktober 1917 wieder in der Abt. IB (Personal und Verwaltung), war er im Referat 6 mit der Aufsicht über das Zentralbüro und das Chiffrierbüro betraut. Nach dem Krieg und der Novemberrevolution oblag ihm ab 5. Mai 1919 zugleich die Bearbeitung der Kurierangelegenheiten. Ab 15. Juni 1919 war er Abt. III (Recht, seit Frühjahr 1920 Abt. VIII), dann in der Abt. II (Westeuropa) als Referatsleiter für die (von den Siegermächten) Besetzten Gebiete. Ab 3. Januar 1921 war ihm die kommissarische Leitung der Abt. III (Südosteuropa), ab 14. Februar 1921 die Leitung des Büros für die Londoner Konferenz und ab 1. Mai 1921 die kommissarische Leitung der Abt. IX (Kultur) anvertraut. Am 17. Mai 1921 erfolgte die Übernahme der Geschäfte in der Leitung der Abt. VIII (seit 1. Januar 1922 Abt. V, Recht) und der Abteilung F (Frieden). Am 22. Dezember 1921 wurde er zum Ministerialdirektor befördert. Vom 2. Mai 1923 bis zum 20. Dezember 1935 war er mit der Leitung der Abt. II (West- und Südosteuropa) und der regelmäßigen Vertretung des Staatssekretärs betraut. Am 12. Februar 1936 wurde er in den einstweiligen, am 1. August 1938 in den endgültigen Ruhestand versetzt. Danach war er für die Firma von Otto Wolff, später bei einem Rechtsanwalt tätig. 
Verheiratet war Köpke seit 1935 mit Emmy geb. Klei aus Magdeburg.
Am 5. November 2021 wurde vor dem ehemaligen deutschen Außenministerium, Berlin-Mitte, Wilhelmstraße 92, ein Stolperstein für ihn verlegt.